# Paralaesthia
Paralaesthia is een geslacht van vliesvleugeligen uit de familie Pteromalidae. De wetenschappelijke naam van dit geslacht is voor het eerst geldig gepubliceerd in 1884 door Cameron.

## Soorten
Het geslacht Paralaesthia is monotypisch en omvat slechts de volgende soort:
- Paralaesthia mandibularis Cameron, 1884